# Płytka wotywna Dudu
Płytka wotywna Dudu – kamienna płytka wotywna sumeryjskiego kapłana o imieniu Dudu, żyjącego za rządów Enmeteny (ok. 2450 p.n.e.), władcy miasta-państwa Lagasz. Na płytce znajdują się przedstawienia reliefowe z motywami religijnymi i mitologicznymi, a także inskrypcja samego Dudu poświęcająca ten przedmiot bogu Ningirsu. Zabytek odnaleziony został pod koniec XIX wieku na stanowisku Tall Luh (Tello), kryjącym pozostałości sumeryjskiego miasta Girsu, a obecnie znajduje się w muzeum w Luwrze.

## Odnalezienie i późniejsze losy
Płytkę odnalazł w 1881 roku francuski archeolog Ernest de Sarzec prowadzący wykopaliska w Tall Luh (Tello), miejscu kryjącym pozostałości sumeryjskiego miasta Girsu. Po odnalezieniu zabytek trafił do Luwru (nr inwent. AO 2354), gdzie wystawiany jest do dziś (skrzydło Richelieu, sala 1a).

## Opis
Czworokątna, niemal kwadratowa w kształcie płytka ma wysokość 25 cm, szerokość 23 cm i grubość 8 cm. Wykonana została z bitumenu, a przez jej środek przewiercony został otwór. Całą przednią stronę płytki pokrywają przedstawienia reliefowe, które podzielone zostały na cztery odrębne sceny. Scena w prawym górnym rogu przedstawia stojącą, skierowaną w prawą stronę postać, ubraną w kaunakes (rodzaj wełnianej spódniczki) i trzymającą w ręku rodzaj długiej laski. Umieszczona obok postaci inskrypcja klinowa wyjaśnia, iź chodzi tu o „[D]udu, wysokiego [zarz]ądcę świątynnego boga Ningirsu” (sum. [d]u.du [sa]ĝa.maḫ dnin.ĝír.sú.ka). Ten sam Dudu wzmiankowany jest również w niektórych inskrypcjach Enmeteny (ok. 2450 p.n.e.), władcy miasta Lagasz (np. w inskrypcji na srebrnej wazie Enmeteny). W lewym górnym rogu płytki umieszczono inną scenę, na której przedstawiony został mityczny ptak Anzu symbolizujący boga Ningirsu. Ptaka tego ukazano pod postacią orła o lwiej głowie stojącego na dwóch lwach. Podobny wizerunek znaleźć można też na innych sumeryjskich zabytkach, np. na głowicy maczugi Mesilima czy na srebrnej wazie Enmeteny. Ciekawym elementem charakterystycznym tylko dla tej sceny jest to, że oba lwy, pełniące zazwyczaj rolę pasywną, tutaj zdają się wyciągać w górę swe głowy by ugryźć skrzydła stojącego na nich ptaka Anzu. Pod sceną z ptakiem Anzu umieszczona została mała scena, na której przedstawione zostało leżące cielę. Co ciekawe cielę to ukazano w ten sam sposób, w jaki ukazano cielęta na jednym z pasów z przedstawieniami na srebrnej wazie Enmeteny. Dolną część przedniej strony płytki zajmuje ostatnia scena z motywem przypominającym plecionkę. Zdaniem niektórych uczonych chodzić tu może o symboliczne wyobrażenie płynącej wody. Wszystkie sceny jako całość interpretowane są najczęściej następująco: kapłan (przedstawiony w jednej ze scen) ofiarowuje płytkę swemu bogu (reprezentowanemu w drugiej scenie przez jego symbol - ptaka Anzu), składając przy tym zwierzę w ofierze (leżące cielę w trzeciej scenie) i czyniąc rytualną libację z wody (czwarta scena). W scenę z ptakiem Anzu, z leżącym cielęciem i z „plecionką” wkomponowana została główna część inskrypcji dedykacyjnej Dudu, która brzmi następująco: „Dla boga Ningirsu z E-ninnu, Dudu, zarządca świątynny boga Ningirsu, kazał (ten kamień) sprowadzić z (miasta) URUxA i tak go obrobić (aby można go było przymocować) kołkiem do belek”.
Dokładna funkcja tej i dziesiątek innych podobnych płytek odnalezionych na wielu stanowiskach w Mezopotamii (szczególnie w dorzeczu rzeki Dijali), a także w Syrii (Mari) i Iranie (Suza), pozostaje zagadką. Wszystkie one mają ten sam kształt, otwór w środku i dekorację reliefową, a ich największe rozpowszechnienie przypada na okres wczesnodynastyczny I i II (ok. 2800-2340 p.n.e.). Jak dotychczas odnaleziono ok. 120 takich płytek, z czego ok. 50 w budowlach o charakterze religijnym. Przypuszcza się, że otwór w ich środku służył do tego, by za pomocą drewnianych kołków lub metalowych gwoździ móc je przymocować do ścian lub drzwi.